# Odontomachus caelatus
Odontomachus caelatus är en myrart som beskrevs av Brown 1976. Odontomachus caelatus ingår i släktet Odontomachus och familjen myror. Inga underarter finns listade i Catalogue of Life.